# DniproHES
DniproHES (ukrainisch Дніпровська ГідроЕлектроСтанція (ДніпроГЕС), Dniprowska HidroElektroStanzija (DniproHES); russisch Днепровская гидроэлектростанция (ДнепроГЭС), Dneprowskaja gidroelektrostanzija (DneproGES)) bezeichnet das Wasserkraftwerk und die Talsperre am Saporischschja-Stausee des Dnepr in der Nähe der Stadt Saporischschja in der Ukraine. In der Kraftwerkstreppe des Dnepr ist es flussabwärts gezählt das fünfte Kraftwerk.

## Beschreibung
DniproHES ist das größte Wasserkraftwerk der Ukraine und war bis zum Bau der Kraftwerke an der Wolga das größte in Europa. Es war das erste Wasserkraftwerk am Dnepr und bei seiner Inbetriebnahme 1932 nach den Kraftwerken am Hoover Dam und am Wilson Dam das drittgrößte Wasserkraftwerk der Welt.

### Staumauer
Die Staumauer ist eine 60 m hohe und 760 m lange Bogengewichtsmauer aus Stahlbeton, durch die der Wasserspiegel des Dnepr um 37,8 m angehoben wird. Auf der Mauerkrone fahren zwei Gerüsttürme, an denen je ein Hilfskran für anderweitige Arbeiten angebracht ist, zur Bedienung der Hubschütze. Am westlichen Ende der Staumauer schließt sich das 230 m lange Einlaufbauwerk für das davor liegende Maschinenhaus des ersten Kraftwerksblocks an. Der zweite, etwa 280 m lange Kraftwerksblock steht an der östlichen Seite vor der Staumauer. An der Luftseite der Staumauer verläuft knapp unterhalb der Mauerkrone eine vierspurige Straße, die vor dem Einlaufbauwerk auf eine eigene Brücke abbiegt, um nicht in Konflikt mit den Hochspannungsleitungen zu kommen, die vom Maschinenhaus schräg zum Ufer verlaufen. Am östlichen Ende schließen sich die beiden Schleusen an.

### Stausee
Der Stausee, der Saporischschja-Stausee genannt wird, reicht bis zum rund 90 km flussaufwärts (Luftlinie 70 km) liegenden Dnipro. Er ist bis zu 3 km breit und fast 60 m tief. Das Stauziel liegt auf 51,40 m (Kronstädter Pegel). Seine Oberfläche schwankt zwischen 410 km² (normaler Wasserstand) und 204 km² (Oberfläche des Totraums). Er hat einen Stauinhalt von 1500 Millionen Kubikmetern. Sein nutzbarer Stauinhalt (Betriebsraum) beträgt 850.000 Mio. m³.

### Kraftwerk
Das Kraftwerk besteht aus den beiden Blöcken HES-1 und HES-2, die zusammen eine installierte Leistung von 1548 MW haben.
HES-1 hat 9 Francis-Turbinen und eine installierte Leistung von 648 MW.
HES-2 hat 8 Kaplan-Turbinen und eine installierte Leistung von 900 MW.

## Geschichte

### Planungs- und Bauzeit
Es gab schon lange Ideen, die Stromschnellen zwischen Saporischschja und Dnipro schiffbar zu machen. Diese hatten über Jahrhunderte den Verkehr zwischen dem Schwarzmeerraum und dem osteuropäischen Binnenland behindert. Die Schleppstellen nahe der Stromschnellen waren strategisch wichtige Engpässe, auf die sich auch die Bedeutung der Saporoger Kosaken (ihr Beiname wörtlich „hinter den Stromschnellen“) gründete.
Erst in der Sowjetunion führte der von Lenin initiierte GOELRO-Plan zur Elektrifizierung des Landes zu dem ersten, von Iwan Gawrilowitsch Alexandrow (1875–1936) entworfenen  Plan eines Staudamms am Dnepr, mit dem gleichzeitig Strom vor allem für die Industrieregionen Kriwoi Rog und Donbas erzeugt und gleichzeitig die Stromschnellen überflutet würden. 1921 wurde das frühere Alexandrowsk in Saporischschja („Hinter den Stromschnellen“) umbenannt. Unter Stalin begann 1927 die Umsiedlung aus dem dünn bevölkerten Gebiet und der Bau des Projekts.
Die dafür gegründete Firma Dniprobud zog US-amerikanische Dammbauingenieure unter Leitung von Oberst Hugh Lincoln Cooper hinzu, die in einer eigens errichteten „amerikanischen Gartenstadt“, samt Tennis- und Golfplatz, wohnten. Cooper, anfangs gegen eine direkte Beteiligung, willigte ein, nachdem ihm die Bolschewiki noch vor den Verhandlungen 50.000 Dollar überwiesen. Wiktor Alexandrowitsch Wesnin und Nikolai Dschemsowitsch Kolli wurden für die architektonische Gestaltung verpflichtet. General Electric lieferte und installierte die ersten fünf Generatoren und Newport News Shipbuilding die Turbinen.
Da die 1908 eröffnete große Kitchkass-Brücke im Stausee stehen würde, musste sie abgebaut und mit den Streletzky-Brücken über die Insel Chortyzja unterhalb der Staumauer ein Ersatz geschaffen werden.
Am 1. Mai 1932 wurde das Kraftwerk eingeweiht – als Saporischschja vor dem Holodomor stand, einer riesigen Hungersnot, der viele Bewohner der Stadt zum Opfer fielen.
1939 wurde die Auslegungskapazität von 560 MW erreicht. Bis zum Zweiten Weltkrieg lief das Kraftwerk problemlos, abgesehen davon, dass während der trockenen Monate im Sommer und Herbst nur zwei Turbinen laufen konnten.

### Kriegszerstörungen im Zweiten Weltkrieg

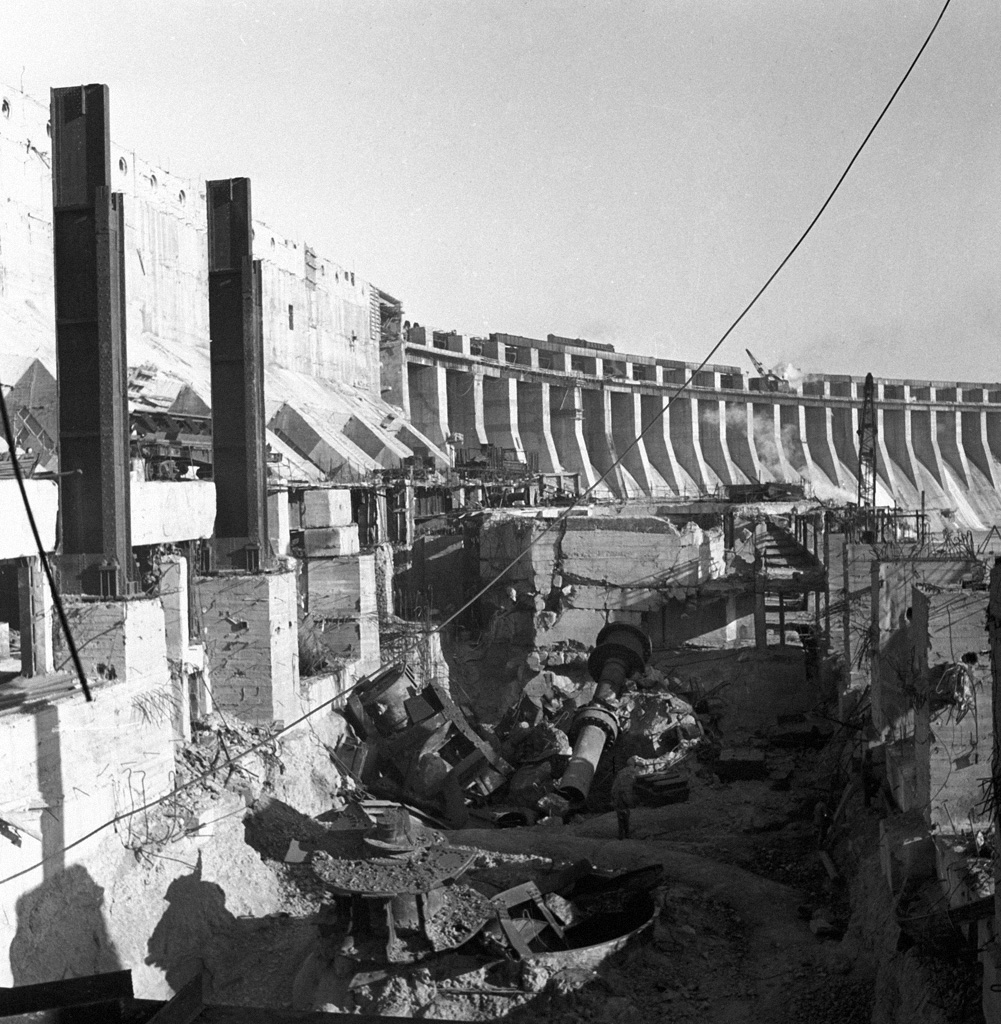
Kriegszerstörungen 1943

Am 18. August 1941 sprengten sowjetische Soldaten, nach einer Vorbereitung durch den sowjetischen Geheimdienst NKWD, auf dem Rückzug vor den deutschen Truppen mit 20 t Dynamit eine 175 m lange und 21 m hohe Bresche in die Mauer. Bis zu 35.000 m³/s Wasser strömten durch die Bresche und der Stausee lief leer. Die Schadenshöhe durch die Flutwelle ist nicht bekannt. Zwischen 20.000 und 100.000 Zivilisten kamen ums Leben, zahlreiche Industriebetriebe wurden zerstört.
Die Deutschen bauten die Staumauer bis Ende 1942 wieder auf. Im Oktober 1943 mussten sie sich zurückziehen und bombardierten nun ihrerseits die Staumauer aus der Luft, so dass sie nochmals zerstört wurde. In den Jahren 1944 bis 1950 wurde sie als „Dnipro-GES 2“ wieder aufgebaut.
Am Kraftwerk gibt es ein Denkmal für einen Soldaten, der sich opferte, um zu versuchen, die Zerstörung der Staumauer zu verhindern.

### Zweite Hälfte des 20. Jahrhunderts
1974 bis 1978 wurde der Block HES-2 gebaut, der 1978 in Betrieb genommen wurde.
1996 begann eine umfangreiche Renovierung, deren Phase 1 im Jahr 2002 abgeschlossen wurde. 2006 begann die Phase 2.

### 21. Jahrhundert
Ab 2019 wurden weitere umfangreiche Instandhaltungs- und Erweiterungsarbeiten durchgeführt. Insgesamt wird die Leistung auf 1610,6 MW erhöht.
2020 wurde ein Riss in der Fahrbahn der an die Staumauer angebauten Straße entdeckt, was zu Verkehrsbeschränkungen führte. Das Sanierungskonzept ist noch nicht durchgeführt.
Am 22. März 2024 gab es mehrere russische Raketentreffer, und das Wasserkraftwerk stellte vorübergehend den Betrieb ein. Ersten Einschätzungen zufolge droht kein Bruch der Staumauer.